# Contrainte de participation
La contrainte de participation renvoie au fait qu'un individu ne trouve intérêt à s'engager dans un contrat que lorsque celui-ci lui apporte une utilité : c'est-à-dire un gain supérieur au coût éventuellement exigé. On l'utilise très souvent dans le domaine de l'assurance pour désigner la condition pour que l’agent souscrive au contrat.